# Benjamin André
Benjamin André (Nizza, 3 agosto 1990) è un calciatore francese, centrocampista del Lilla, di cui è capitano.

## Carriera

### Club
Ha giocato nella prima divisione francese.

### Nazionale
Ha giocato nella nazionale francese Under-21.

## Statistiche

### Presenze e reti nei club
Statistiche aggiornate al 5 novembre 2024.
| Stagione        | Squadra         | Campionato      | Campionato | Campionato | Coppe nazionali | Coppe nazionali | Coppe nazionali | Coppe continentali | Coppe continentali | Coppe continentali | Altre coppe | Altre coppe | Altre coppe | Totale | Totale |
| Stagione        | Squadra         | Comp            | Pres       | Reti       | Comp            | Pres            | Reti            | Comp               | Pres               | Reti               | Comp        | Pres        | Reti        | Pres   | Reti   |
| --------------- | --------------- | --------------- | ---------- | ---------- | --------------- | --------------- | --------------- | ------------------ | ------------------ | ------------------ | ----------- | ----------- | ----------- | ------ | ------ |
| 2008-2009       | Ajaccio         | L2              | 26         | 1          | CF+CdL          | 4+1             | 0+0             | -                  | -                  | -                  | -           | -           | -           | 31     | 1      |
| 2009-2010       | Ajaccio         | L2              | 33         | 2          | CF+CdL          | 2+2             | 0+0             | -                  | -                  | -                  | -           | -           | -           | 37     | 2      |
| 2010-2011       | Ajaccio         | L2              | 32         | 1          | CF+CdL          | 2+3             | 0+0             | -                  | -                  | -                  | -           | -           | -           | 37     | 1      |
| 2011-2012       | Ajaccio         | L1              | 33         | 4          | CF+CdL          | 1+0             | 0+0             | -                  | -                  | -                  | -           | -           | -           | 34     | 4      |
| 2012-2013       | Ajaccio         | L1              | 27         | 0          | CF+CdL          | 1+1             | 0+0             | -                  | -                  | -                  | -           | -           | -           | 29     | 0      |
| 2013-2014       | Ajaccio         | L1              | 36         | 4          | CF+CdL          | 1+1             | 0+0             | -                  | -                  | -                  | -           | -           | -           | 38     | 4      |
| Totale Ajaccio  | Totale Ajaccio  | Totale Ajaccio  | 187        | 12         |                 | 19              | 0               |                    | -                  | -                  |             | -           | -           | 206    | 12     |
| 2014-2015       | Rennes          | L1              | 22         | 1          | CF+CdL          | 2+3             | 0+0             | -                  | -                  | -                  | -           | -           | -           | 27     | 1      |
| 2015-2016       | Rennes          | L1              | 32         | 0          | CF+CdL          | 1+1             | 1+0             | -                  | -                  | -                  | -           | -           | -           | 34     | 1      |
| 2016-2017       | Rennes          | L1              | 36         | 0          | CF+CdL          | 2+0             | 0+0             | -                  | -                  | -                  | -           | -           | -           | 38     | 0      |
| 2017-2018       | Rennes          | L1              | 34         | 3          | CF+CdL          | 4+1             | 1+0             | -                  | -                  | -                  | -           | -           | -           | 39     | 4      |
| 2018-2019       | Rennes          | L1              | 30         | 3          | CF+CdL          | 6+2             | 1+0             | UEL                | 8                  | 0                  | -           | -           | -           | 46     | 4      |
| Totale Rennes   | Totale Rennes   | Totale Rennes   | 154        | 7          |                 | 22              | 3               |                    | 8                  | 0                  |             | -           | -           | 184    | 7      |
| 2019-2020       | Lilla           | L1              | 26         | 2          | CF+CdL          | 2+3             | 0               | UCL                | 5                  | 0                  | -           | -           | -           | 36     | 2      |
| 2020-2021       | Lilla           | L1              | 35         | 0          | CF              | 3               | 0               | UEL                | 5                  | 0                  | -           | -           | -           | 43     | 0      |
| 2021-2022       | Lilla           | L1              | 33         | 2          | CF              | 1               | 0               | UCL                | 7                  | 0                  | SF          | 1           | 0           | 42     | 2      |
| 2022-2023       | Lilla           | L1              | 34         | 1          | CF              | 3               | 0               | -                  | -                  | -                  | -           | -           | -           | 37     | 1      |
| 2023-2024       | Lilla           | L1              | 30         | 4          | CF              | 3               | 0               | UECL               | 12                 | 1                  | -           | -           | -           | 45     | 5      |
| 2024-2025       | Lilla           | L1              | 8          | 0          | CF              | -               | -               | UCL                | 8                  | 0                  | -           | -           | -           | 16     | 0      |
| Totale Lilla    | Totale Lilla    | Totale Lilla    | 166        | 9          |                 | 15              | 0               |                    | 37                 | 1                  |             | 1           | 0           | 217    | 8      |
| Totale carriera | Totale carriera | Totale carriera | 507        | 28         |                 | 56              | 3               |                    | 45                 | 1                  |             | 1           | 0           | 609    | 32     |

## Palmarès

### Club

#### Competizioni nazionali
- Coppa di Francia: 1

Rennes: 2018-2019
- Campionato francese: 1

Lilla: 2020-2021
- Supercoppa francese: 1

Lilla: 2021